# Kreditmultiplikation
Kreditmultiplikation är den process som uppstår vid inflöde av ny monetär bas till bankerna, och som resulterar i uppkomst av nya bankpengar. Banker skapar pengar genom att låna ut en stor del av de insatta pengarna. En stor del av de utlånade pengarna sätts på nytt in i en bank, som kan låna ut ännu en gång. Denna rundgång fortgår tills summorna blir försvinnande små, vilket inträffar när förhållandet mellan monetär bas och penningmängd blir lika med den så kallade kreditmultiplikatorn, som kan beräknas som (c+1)/(c+r), där c är kontantkvoten och r reservkvoten.
Denna beskrivningsmodellen med "kreditmultiplikator" anses numera missvisande för hur bankverksamhet fungerar, eftersom den förstärker den vanliga missuppfattningen att banker först tar emot inlåning, som de sedan lånar ut till andra kredittagare. Detta är inte nödvändigt för att banker skall kunna bevilja kredit. Dessutom bedöms/regleras inte banker utifrån reservkrav idag, utan utifrån så kallade kapitaltäckningskrav, vilket innebär att måttet "reservkvot" inte är så relevant. Förutom reserver (="kontanter i valvet") så har banker också andra finansiella tillgångar som är likvida, såtillvida att de enkelt kan omvandlas till reserver. Därför är bankers innehav av "reserver" mindre relevant, för att bedöma deras likviditet.
När en bank tar emot ny monetär bas, till exempel genom insättning på ett konto, så kan banken direkt mångfaldiga dessa pengar genom ny kreditgivning i enlighet med kapitaltäckningskraven. Detta sker i ett enda steg och behöver inte ske i många steg. Förklaringsmodellen att banker tar emot insättning, behåller lite som reserv, lånar ut resten som blir ny inlåning hos en annan kontoinnehavare, varav en del kan behållas som reserv, resten lånas ut, om och om igen, är alltså missvisande.   
Cirka 95 procent av alla "pengar" (i betydelsen likvida fordringar på banker") skapas av bankerna i och med deras kreditgivning.